# Johann Cigler
Johann Cigler (* 18. Mai 1937 in Wien) ist ein österreichischer Mathematiker und ehemaliger Professor der Universität Wien.

## Leben
Johann Cigler besuchte von 1947 bis 1955 das humanistische Gymnasium in Hollabrunn. Zwischen 1955 und 1959 absolvierte er ein Studium der Mathematik und der Physik an der Universität Wien und verfasste bei Edmund Hlawka seine Dissertation. 1960 erfolgte die Promotion zum Doktor der Philosophie (sub auspiciis praesidentis).
Von 1959 bis 1961 war er als Hilfsassistent mit einem Forschungsstipendium an der Johannes Gutenberg-Universität Mainz angestellt. Danach war er bis 1964 Assistent bei Leopold Schmetterer an der Universität Wien, wo er sich 1964 habilitierte. Von 1964 bis 1970 war er Hoogleraar in de Abstrakte Analyse an der Rijksuniversiteit Groningen. Seit 1970 war Cigler ordentlicher Professor für Mathematik an der Universität Wien. Seit 1994 ist er wirkliches Mitglied der Österreichischen Akademie der Wissenschaften. Von 1971 bis 1983 und 2002 bis 2011  war er Herausgeber der Monatshefte für Mathematik. Johann Cigler ist seit 1. Oktober 2005 emeritiert und erhielt am 20. Jänner 2010 sein Goldenes Doktordiplom.
Johann Cigler ist verheiratet und Vater von zwei Töchtern.

## Werke (Auswahl)
- Asymptotische Verteilung reeller Zahlen mod 1.  1959
- Einführung in die Differential- und Integralrechnung Teile 1 und 2, 1978
- Einführung in die Lineare Algebra und Geometrie, Teil 1, 1976
- Über die Grenzverteilung von Summen Markowscher Ketten auf endlichen Gruppen, 1963
- Grundideen der Mathematik,  BI-Wissenschaftsverlag 1992
- Körper – Ringe – Gleichungen, Spektrum Verlag 1995
- Topologie. Eine Grundvorlesung. Von Johann Cigler und Hans-Christian Reichel. Mannheim, Wien, Zürich: Bibliographisches Inst., Band I. 1978
- Topologie. Eine Grundvorlesung. Von Johann Cigler und Hans-Christian Reichel unter Mitarbeit von Gabriel Zils. 2. überarbeitete Auflage 1987